# النادي الأهلي الحجري
النادي الأهلي الحجري هو فريق كرة قدم تونسي تأسس عام 1960 في مدينة بوحجر، ولاية المنستير يلعب هذا الفريق في الرابطة التونسية الثالثة لكرة القدم مستوى أول في موسم 2020 - 2021.

## وصلات خارجية
- صفحة النادي الأهلي الحجري على موقع كوووة.
- الموقع الرسمي للجامعة التونسية لكرة القدم.